# Shamsin
Shamsin (tiếng Ả Rập: شمسين Shamsîn cũng đánh vần Shemsin, Shamsinn hoặc Shimsan) là một ngôi làng ở miền trung Syria, một phần hành chính của Tỉnh Homs, nằm ở phía nam Homs. Các địa phương gần đó bao gồm al-Qusayr ở phía tây, Damina al-Sharqiya ở phía tây bắc, Shinshar ở phía bắc, Dardaghan ở phía đông nam và Hisyah ở phía nam. Theo Cục Thống kê Trung ương Syria (CBS), Shamsin có dân số 811 trong cuộc điều tra dân số năm 2004. Cư dân của nó chủ yếu là người Hồi giáo Sunni.

## Lịch sử
Năm 1226, dưới thời cai trị của Ayyubid, nhà địa lý người Syria Yaqut al-Hamawi đã đến thăm Shamsin, lưu ý rằng đó là "một nơi giữa Hims (Homs) và Kara ". Dưới thời Ayyubids và sau đó là những người Mamluk có được quyền lực vào năm 1250, Shamsin là một phần của Mamlakat Hims ("Vương quốc của Homs"), quận nhỏ nhất trong cả hai vương quốc.
Vào giữa thế kỷ 19, Shamsin được mô tả là "một nơi nhỏ" của du khách người Đức Albert Socin. Trong thời kỳ này, ngôi làng đã được xây tường và được gọi là địa điểm của một khan cũ (caravanserai). Nó được một số gia đình cư trú, trong khi các khu vực xung quanh bị chi phối bởi bộ lạc `Anizzah du mục.